# Liutgarda Saská (931–953)
Liutgarda Saská (931 – 18. listopad 953) byla členkou rodu Liudolfovců a od roku 947 do své smrti lotrinskou vévodkyní jako manželka vévody Konráda Rudého. S Konrádem se stali předky Sálské dynastie.

## Život
Luitgarda byla jedinou dcerou Oty Velikého z jeho prvního manželství s Editou Anglickou, nevlastní sestrou krále Ethelstana. K vytvoření užších vazeb se sálskou dynastií, jí král Ota v roce 947 provdal za Konráda Rudého, který se o tři roky dříve stal lotrinským vévodou. Manželství nebylo nijak zvlášť šťastné. V roce 948 Luitgarda porodila syna Otu. Její manžel doprovázel krále v roce 951 na jeho italské tažení, nicméně, pohádal se s Otou ohledně dohod uzavřených s králem Berengarem II.
Luitgarda zemřela v roce 953 v Mohuči, kde se Konrád Rudý zapojil do povstání jejího staršího bratra Liudolfa a arcibiskupa Fridricha. V roce 954 se Konrád Rudý konečně podrobil Otovi Velikému a zůstal jeho věrným stoupencem. Konrád zemřel roku 955 v bitvě na Lechu. Luitgardin bratr zemřel o dva roky později, během tažení do Itálie.
Po smrti císaře Oty v roce 973 Říši vládl jeho syn z druhého manželství s Adélou Burgundskou, Ota II. Liudolfovu synovi Otovi bylo svěřeno švábské vévodství a Liutgardinu synovi Otovi v roce 978 Korutany. Po smrti císaře Oty III. v roce 1002, se stal Liutgardin syn Ota kandidátem na uvolněný trůn, ale vzdal se ve prospěch bavorského vévody Jindřicha IV., který byl vnukem bratra Oty I., vévody Jindřicha I. Po Jindřichově smrti byl králem zvolen Liutgardin pravnuk Konrád II. Sálský jako první římský král ze Sálské dynastie.